# Francis Otto Schmitt
Francis Otto Schmitt (* 23. November 1903 in St. Louis, Missouri; † 3. Oktober 1995 in Weston, Massachusetts) war ein US-amerikanischer Neurobiologe.
In den 1930er und 1940er Jahren untersuchte er mit Hilfe der Elektronenmikroskopie und der Röntgenbeugung sowie der Kleinwinkelstreuung die Ultrafeinstruktur der Myelinschichten peripherer Nerven. Er isolierte verschiedene Bindegewebs- und Muskelstrukturen, darunter das Paramyosin.
Schmitt wurde 1927 in Physiologie an der Washington University promoviert. Ab 1941 war er Professor am Massachusetts Institute of Technology (MIT) in Cambridge/Mass. Am MIT baute er das »Department for Biology and Biological Engineering« auf. Außerdem war er 1962 Begründer des »Neuroscience Research Program« (NRP) bei der American Academy of Arts and Sciences (AAAS). Mit dieser Stiftung sollte der Beitrag verschiedener Disziplinen (Anatomie, Chemie, Elektrophysiologie, Informatik, Linguistik, Molekularbiologie, Physik) zu der neuen Disziplin der Neurowissenschaften (»Neurosciences«) unterstützt werden.
1948 wurde Schmitt Mitglied der National Academy of Sciences und 1953 der American Philosophical Society, 1956 erhielt er den Albert Lasker Award for Basic Medical Research.